# جيم أوبراين (صحفي)
جيم أوبراين (بالإنجليزية: Jim O'Brien)‏ هو صحفي أمريكي، ولد في 20 نوفمبر 1939 في غالفستون في الولايات المتحدة، وتوفي في 25 سبتمبر 1983 في Gilbertsville, Pennsylvania ‏ في الولايات المتحدة.